# Maria Rosenkranzkönigin (Demmin)

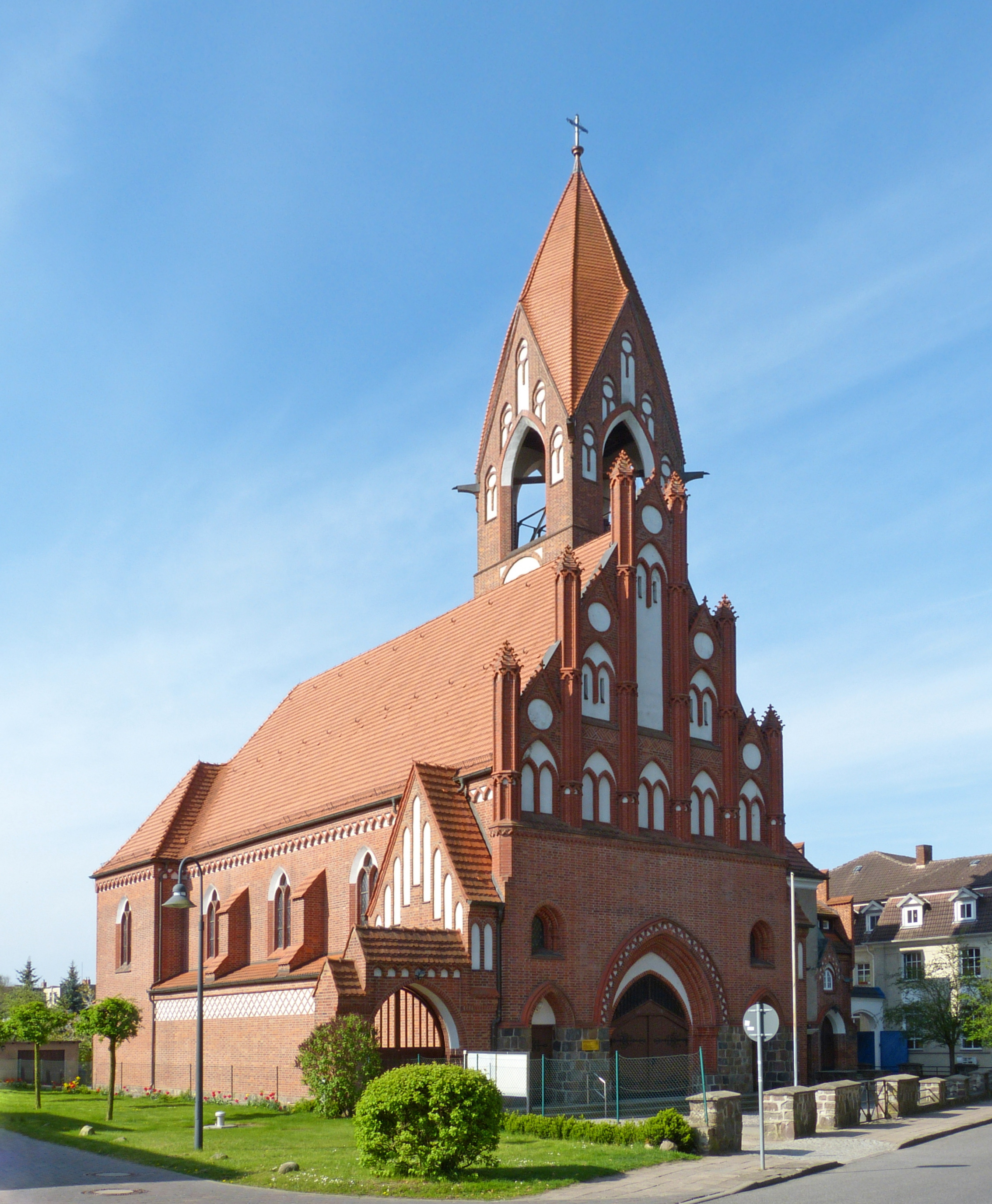
Maria-Rosenkranzkönigin

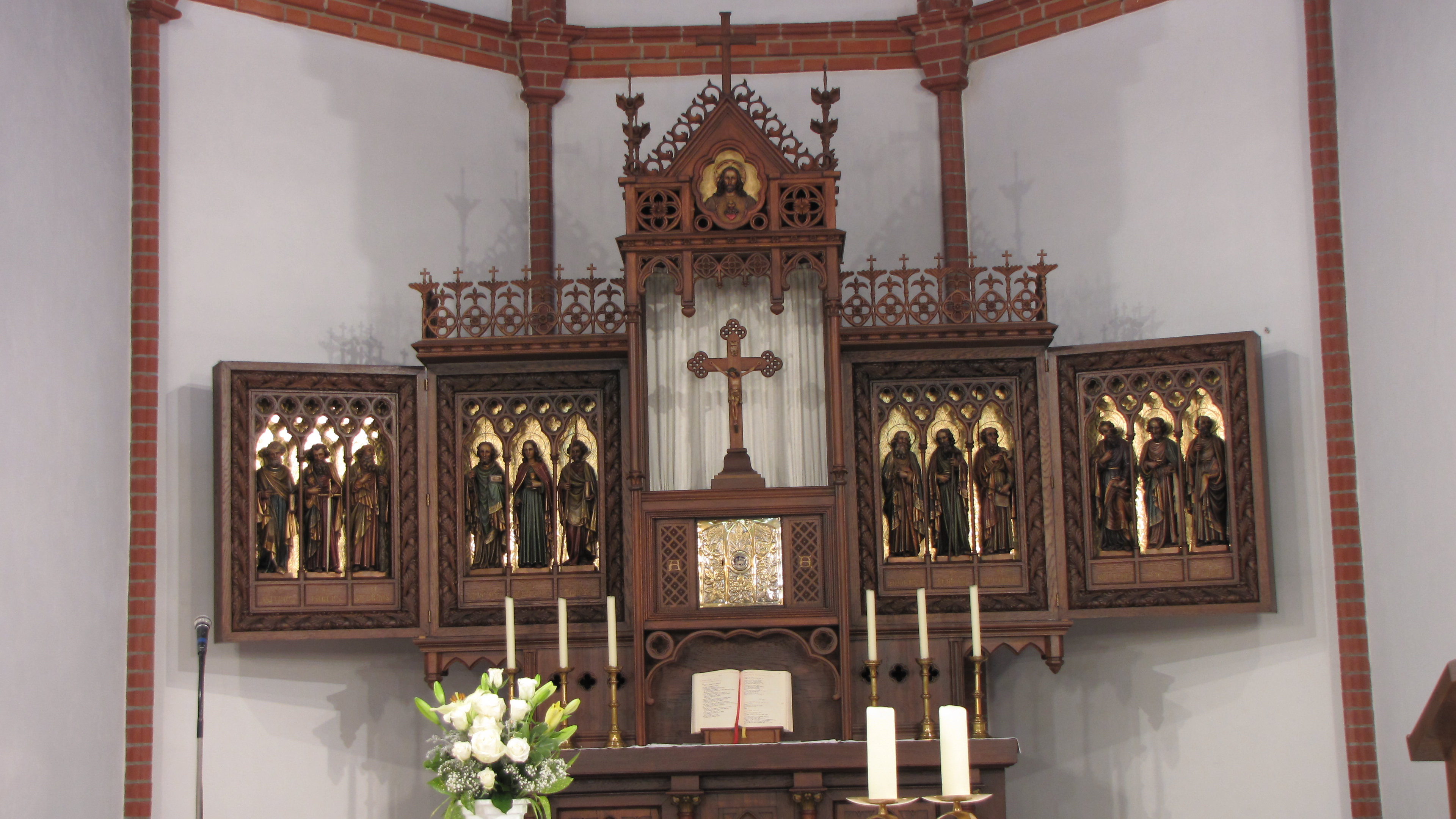
Altarraum mit Flügelaltar

Die Kirche „Maria Rosenkranzkönigin“ ist ein katholisches Kirchengebäude in der Hansestadt Demmin in Mecklenburg-Vorpommern. Sie besitzt den höchsten Turm aller katholischen Kirchen Vorpommerns.

## Geschichte
Nach der Einführung der Reformation in Pommern im 16. Jahrhundert gehörte der überwiegende Teil der Bevölkerung der Evangelischen Kirche an. Erst in der ersten Hälfte des 19. Jahrhunderts bildete sich wieder eine katholische Gemeinde. Deren Bitte um regelmäßigen Gottesdienst im Jahr 1839 an den Stralsunder Pfarrer Wendelin Zink konnte dieser nicht erfüllen, da die Gemeinde nicht für die Reisekosten aufkommen konnte. Erst durch dessen Nachfolger wurde 1842 im Demminer Rathaus die erste Messe gelesen. 1843 stellte der Stadtrat der Gemeinde ein Schulzimmer zur Verfügung. Die St.-Bartholomaei-Kirche durfte von der katholischen Gemeinde zu besonderen Anlässen genutzt werden.
Ab Mitte des 19. Jahrhunderts wurde die Gemeinde, die 1853 eine katholische Schule einrichtete, durch den Greifswalder Pfarrer betreut. Dieser erwarb 1865 ein Missionshaus in der Kahldenstraße. Am 19. Juni 1869 konnte die Pfarrei Demmin eingerichtet werden, die sich von Tribsees und Grimmen bis nach Jarmen und Altentreptow erstreckte. Das Gehalt des Pfarrers wurde zunächst durch die Geistlichen des Dekanats Loevenich bei Köln aufgebracht.
Während der Vakanz der Pfarrstelle von 1889 bis 1897 erfolgte durch die Lehrer der katholischen Schule Laiengottesdienst. Das Missionshaus in der Kahldenstraße wurde 1903 durch einen Neubau mit Kapelle und Schule ersetzt. Dieser erwies sich jedoch bald als zu klein für die Gemeinde, die 1901 294 Gläubige zählte.
Die heutige Kirche wurde in den Jahren 1914 und 1915 durch die Demminer Baufirma Ernst Bauckmeier nach Plänen des Berliner Architekten Josef Welz errichtet. Die Benedizierung erfolgte am 17. Januar 1915. In der Gründungsurkunde ist eine Zahl von 471 Gemeindemitgliedern angegeben, die Kirche wurde aber deutlich größer angelegt, da jährlich mehrere hundert polnische Wanderarbeiter zu erwarten waren, die als Saisonkräfte in der Landwirtschaft arbeiteten.
1940 kam Pfarrer Adolf Nolewaika wegen verbotener Polenseelsorge ins KZ Dachau, aus dem er nach dessen Befreiung 1945 erkrankt zurückkehrte. Ihn vertrat Kaplan Heinrich Wessels, der 1952 sein Nachfolger als Pfarrer wurde. Durch Kriegsflüchtlinge und Vertriebene wuchs die Gemeinde nach dem Zweiten Weltkrieg auf 7700 Mitglieder an. Ab 1958 gehörte Pfarrer Wessels dem Domkapitel der Berliner St.-Hedwigs-Kathedrale an und wirkte so bei der Wahl zweier Bischöfe mit. Die Kirche ließ er 1963 der Liturgiereform entsprechend umgestalten, so dass der Hauptaltar zum Volksaltar wurde. 1977 erhielt die Kirche eine neue Sauer-Orgel. Erst 1986 ging Domkapitular Pfarrer Wessels als Achtzigjähriger in den Ruhestand. Er wurde nach der Wende (1991) zum Ehrenbürger Demmins ernannt. Sein Nachfolger wurde von 1986 bis 1994 der 2017 in Berlin verstorbene Pfarrer Matthias Mücke, der wie Wessels vorher auch Kaplan in Demmin gewesen war.
In den Jahren 1994 bis 1996 erfolgte eine umfassende Sanierung der Kirche. Im Jahr 2000 wurde der Flügelaltar restauriert. Im Jahr 2000 gehörten der Gemeinde 1500 Katholiken an. Die Pfarrei fusionierte am 1. Januar 2020 mit den Pfarreien Hl. Dreifaltigkeit (Stralsund) und St. Bonifatius (Bergen auf Rügen) zur Pfarrei St. Bernhard Stralsund / Rügen / Demmin im Dekanat Vorpommern des Bistums Berlin.

## Gebäude und Ausstattung
Das neugotische Kirchengebäude besitzt einen 45 Meter hohen Kirchturm und ist mit dem Pfarrhaus zu einem Ensemble verbunden. Der Kirchturm hat einen offenen Glockenstuhl und als Turmdach eine sogenannte Bischofsmütze. Von der ursprünglichen Ausstattung ist der Flügelaltar aus der Werkstatt von Josef Rifesser aus St. Ulrich in Tirol mit den Figuren der zwölf Apostel und der Maria mit dem Jesuskind erhalten. Der Schalldeckel der Kanzel wurde später hinzugefügt.
Die gesamte hölzerne Einrichtung der Sakristei wurde durch das Gemeindemitglied Bruno Höch geschnitzt. In den 1930er Jahren wurde die Kirche mit 15 Fresken ausgestattet, die Rosenkranzgesätze darstellten. Diese Wandmalereien sind nicht mehr erhalten.
Als Orgel wurde zunächst ein gebrauchtes Instrument des Berliner Orgelbauers Dinse genutzt. 1978 wurde eine neue Orgel durch die Firma Sauer installiert. Die einmanualige Orgel hat 7 Register und Pedal.
2013 wurde durch die Firma Mecklenburger Orgelbau ein zusätzliches 8′-Principal-Register an Stelle des Scharff 3/4′ eingebaut.
2020 wurde eine Organola, ein Selbstspielapparat, angeschafft, da in der Regel kein Organist zu den Gottesdiensten zur Verfügung steht.
Im Turm hängen drei Kirchenglocken aus Bronze in einem 2020 neu geschaffenen Glockenstuhl, der in einem Glasgehäuse steht. 
| Glocke | Name                    | Gussjahr | Gießer                               | Durchmesser | Schlagton |
| ------ | ----------------------- | -------- | ------------------------------------ | ----------- | --------- |
| 1      | Te Deum                 | 1961     | Peter & Margarete Schilling (Apolda) | 1845 mm     | f′        |
| 2      | Heiliger Jakob          | 1912     | Franz Schilling & Söhne (Apolda)     | 1357 mm     | as′       |
| 3      | Maria Rosenkranzkönigin | 1961     | Peter & Margarete Schilling (Apolda) | 1233 mm     | b′        |